# Туруново (Батыревский район)
Ту́руново (чув. Тӑрӑн) — село в Батыревском районе Чувашской Республике России. Административный центр Туруновского сельского поселения, на реке Була.

## История
В прошлом входило в состав Батыревской волости Буинского уезда Симбирской губернии. Основано одновременно с селениями Сугуты, Татмыш-Югелево, Яншихово, Тигашево, Старое Котяково в первой половине XVII века. Основателями были переселенцы из села Турунова нынешнего Чебоксарского района (в прошлом  Манщурт, Чиркюлле-Таран). 
В 1780 году при создании Симбирского наместничества, село Туриново, крещёных чуваш, вошла в состав Буинского уезда.
С 1796 года село Туруново, входило в состав Батыревской волости Буинского уезда Симбирской губернии, в котором находилось: Церковь православная 1. Сельское училище.
Селение, располагаясь в центре Батыревской волости, имело возможность успешно развиваться: в нём в числе первых (1839) открылось удельное училище, в 1747 году построен деревянный храм. Престолов в нём два: главный во имя Святителя и Чудотворца Николая и в приделе во имя Св. Великомученика Димитрия Солунского. Помимо мужского училища в селе было открыто женское училище.
Как отмечено в Памятной книге Симбирской губернии на 1868 год в Турунове было 78 дворов, проживало 177 мужчин и 189 женщин. Ко времени проведения подворной переписи Симбирской губернии в 1911 году число дворов почти удвоилось (141). Число семей с грамотными людьми составило 67.

## Население
| 2010 | 2012 |
| ---- | ---- |
| 677  | ↗713 |

## Инфраструктура
- больница
- сельский дом культуры,
- библиотека.
- магазин
- магазин райпо